# Ротбальд I (граф Арлю)
Ротбальд (Роутбавд, Родбоальд) I (фр. Rotbald I; 890/907 — 936/949) — граф Арлю і Авіньйону в 931/933—936/949 роках.

## Життєпис
Походив з роду Бозонідів. Стосовно батька точаться дискусії: за однією версією, був сином Бозона, графа Арлю і маркграфа Тоскани, від невідомої першої дружини. За іншою версією — сином брата останнього — Бозона V. Висувається версія, що обидва Бозони є тотожними. За ще однією версією, батьком Ротбальда був Бозон V, що в свою чергу був зятем Бозона Арльського, який ставши маркграфом Тоскани, передав графство Арль доньці Берті та зятю. Але за сучасними відомостями Бозон і Берта побралися близько 928 року, в той час як первісток Ротбальда — Бозон — народився близько 910/920 року.  Плутанина виникла внаслідок широкого розповсюдження імені «Бозон».
Стосовно правління Ротбальда замало відомостей. Навіть початок правління достеменно невідомий, можливо близько 931 року. Є свідчення, що Ротбальда було вбито родичем Гуго I, королем Італії. Втім певніше це сталося з його батьком Бозоном V. В цей час тривала боротьба між Гуго та Конрадом I Вельфом. Напевне в цій війні брав участь й Ротбальд I, але на чиєму боці невідомо. На той момент напевне він вже був одружений з донькою герцога Аквітанії, яка по материнській лінії належала до роду Бівінідів-Бозонідів.
Є згадка, що він помер або загинув 949 року. Разом з тим в низці хронік вказується, що після смерті Гуго в 947 році Конрад I поділив володіння Ротбальда I між його синами. Тому можливо, що останній помер до 947 року.

## Родина
Дружина — Ерменгарда, донька Вільгельма I, герцога Аквітанії.
Діти:
- Бозон (910—968), граф Провансу
- Вільгельм (д/н—965), граф Авіньйону